# 梶聡志
梶 聡志（かじ さとし、1989年1月23日 - ）は、日本の俳優。ワーサル所属。東京都出身。

## 出演

### テレビ
2012年
- フジテレビ「逃走中」
- NHK「ためしてガッテン」

2013年
- TBS「クロコーチ」
- 日本テレビ「仮面ティーチャー」
- TBS「The Partner 〜愛しき百年の友へ〜」

2015年
- NHKプレミアム「ザ少年倶楽部」
- テレビ朝日「若大将のゆうゆう散歩」
- NHK BSプレミアム「アイアングランマ」（監督：飯田譲治）

### 映画
2010年
- 「ヒーローショー」（監督：豊田利晃）

2011年
- 「るろうに剣心」（監督：大友啓史）

2012年
- 「のぼうの城」（監督：犬童一心・樋口真嗣）
- 「ガーディアンファイター2」（監督:玉井雅利）
- 「ガーディアンファイター」（監督:玉井雅利）
- 「Undead Dragon 〜死霊遊戯〜」（監督:玉井雅利)

2014年
- TOKYO TRIBE（監督：園子温）
- 「魔女の宅急便」（監督：清水崇）
- 「クローズEXPLODE」（監督：豊田利晃）

2015年
- リアル鬼ごっこ （監督：園子温）
- 虎影 (監督：西村喜廣)

2016年
- 「MAX THE MOVIE」(監督：山口雄大）
- HiGH&LOW THE RED RAIN （監督：山口雄大）

2017年
- RE:BORN （監督：下村勇二）
- 「こどもつかい」(監督：清水崇)
- 「マンハント」(監督：ジョン・ウー)
- ブルーハーツが聴こえる「少年の詩」（監督：清水崇）

2018年
- 「曇天に笑う」(監督：本広克行)

### イベント
2015年
- 「交通安全イベント」
- 「AKB48ライブ」

2016年
- 「交通安全イベント」
- 「EXILEコンサート」

### 伊賀忍者 阿修羅
2015年
- 浅草・花やしき公演
- 7月　ブラジル公演（於：第18回フェスティバル・ド・ジャポン）
- 6月　ミラノ公演（於：ミラノ国際博覧会）
- 2月　台湾公演

### 舞台
2010年
- 新国立劇場オペラ「トゥーランドット」
- 京劇「関羽千里行」
- 京劇「孫悟空」
- 「君想ふ、故に我アリ」